# ヴァレンティノ (ファッションブランド)
ヴァレンティノ（イタリア語: Valentino）は、イタリアのローマで創業したファッションブランド。現在、ヴァレンティノ本社はミラノに拠点を置く。

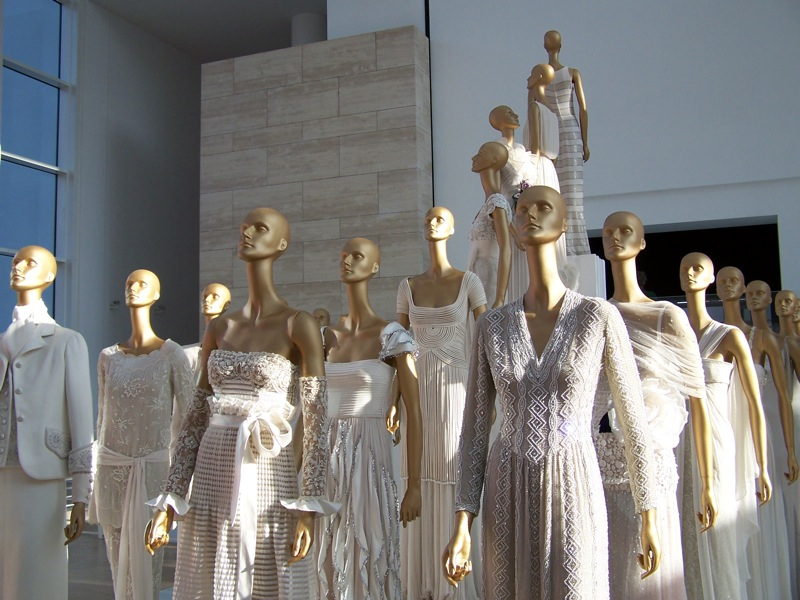
ヴァレンティノ創業45周年を祝ってのドレスアップ

1957年にヴァレンティノ・ガラヴァーニによって設立されたハイファッションハウス。ユニークなクリエイティブディレクターピエールパオロ・ピッチョーリ（Pierpaolo Piccioli）などがおり、すでに1960年代半ばに、ヴァレンティノブランドは非常に人気を博し、1968年に米国の雑誌『Women Wear Daily』は「イタリアのファッションの王様」と呼んでいた。1967年、デザイナーは名誉あるニーマン・マーカス賞を受賞。1982年、ニューヨークのメトロポリタン美術館でバレンティーノに捧げられたファッションショーが初めて開催された。

## 歴史
このブランドは1957年に誕生し、ヴァレンティノ・ガラヴァーニが父親を含むパートナーと一緒にローマコンドッティ通りにファッションハウスを開設。高い管理費とデザイナーの贅沢に対する嗜好により破産する危険にさらされたが、ガラヴァーニが採用した当時建築を学ぶ学生であったジャンカルロ・ジャメッティの参入のおかげで破産を回避しメンバーは経営活動から撤退、ファッションハウス、創造的な側面のみを扱い、金銭的な側面はパートナーに任せていく。
国際的なデビューは1962年にフィレンツェで行われ、ピッティ宮殿で最初のファッションショーが行われ、人々の注目を集め、ヴォーグ誌を含むメディアの注目を集めた。後にデザイナーは、ファッションショーが始まってから1時間後に、コレクション全部が完売されたことを明らかにしており、バレンティーノの顧客層はアリストテレス・オナシスなどの著名な人物が付き、かなり大規模ものとなっていく。ヴァレンティーノのデザインしたドレスをファラフ・ディーバ、ジャクリーン・ケネディ・オナシスとエリザベス・テイラー、マレラ・アニェリ、プリンセスマーガレットウィンザーなどが愛用。1971年にミラノに拠点を移し、ローマに代わりミラノがイタリアンファッションの中心となった。1972年以降は、イタロ・クレモナとのコラボレーションにより1978年まで続く予定であったため、バレンティーノは一連のサングラスを発売。1978年から、テキスタイル・ファイナンシャルグループとのコラボレーションのおかげで、彼は独自のプレタポルテラインを立ち上げた。
1998年、ガラヴァーニとジャメッティは、ジャンニ・アニェッリが一部を管理しているコングロマリットであるHDPグループに約5,000億リラで会社を売却。2002年、数か月の交渉の後、HDPはValentino S.p.A.は約2億4,000万ユーロのMarzottoグループへ。2003年には、ファッションデザイナーのZandra Rhodesが主催し、ロンドンのFashion Textile Museumで開催されたMy Favorite Dress展示会の際に、Valentinoドレスがいくつか展示された。2005年にMarzottoグループはスピンオフを経験。Marzotto Sp。で一緒になる繊維部門の活動はその後Valentino Fashion Groupを構成する衣類部門から分離され、2006年、ブランド設立から45周年を迎え、ヴァレンティノS.p.A.の現CEOであるステファノ・サッシが主任となった。
2012年、ミラノ、モンテナポレオーネ通りのフラッグシップストアがリニューアルオープンした。初となるストアコンセプトが披露された。同年7月12日にファッションハウスとブランドはカタールの投資会社Mayhoola(メイフーラ)に買収された。。
2016年7月7日、フランスのパリにてブランドに17年間在籍したマリア・グラツィア・キウリは8年間務めた共同クリエイティブディレクターを退任。これによりヴァレンティノはピエールパオロ・ピッチョーリを指名した。

## 主なブランド

### ヴァレンティノ

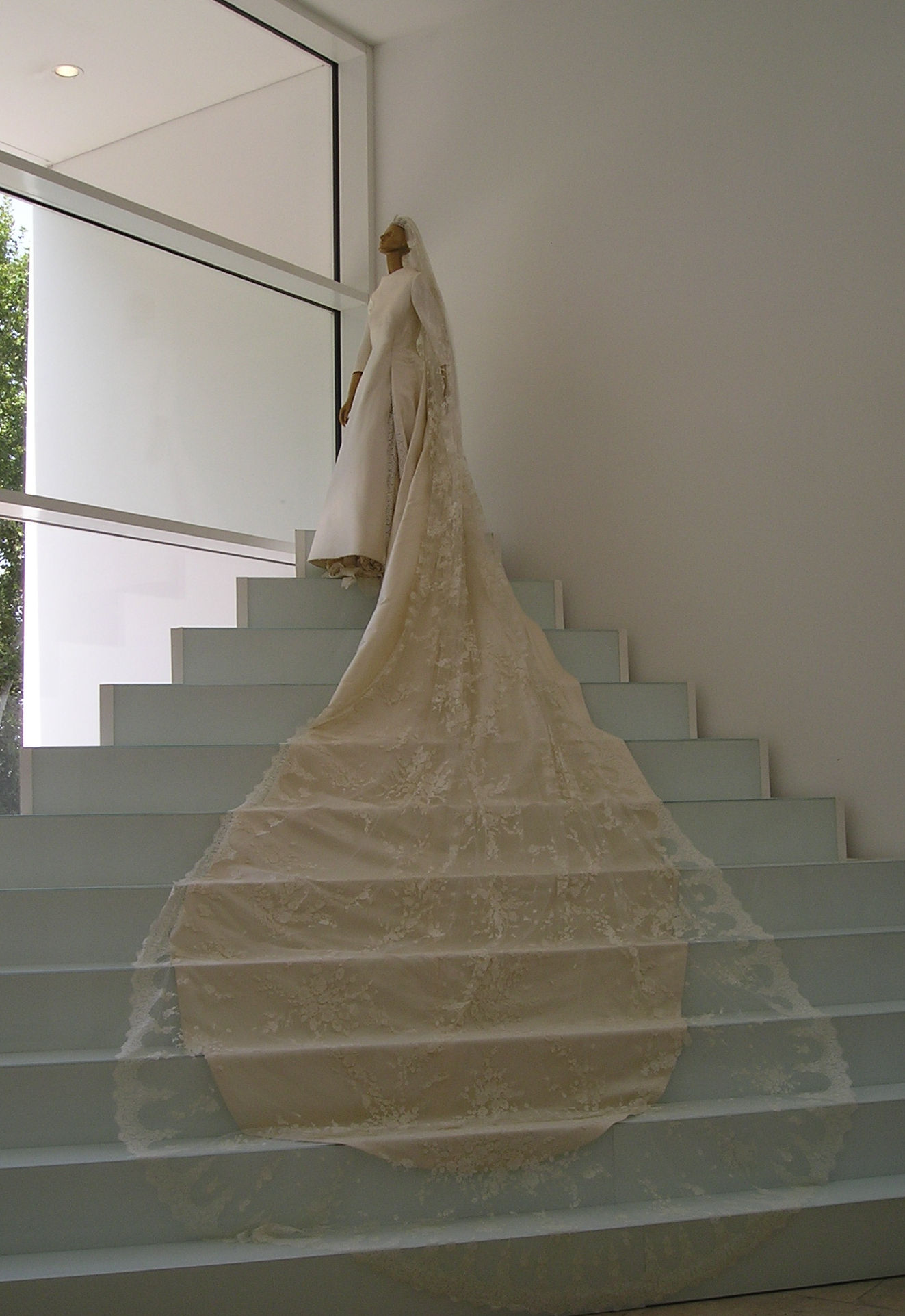
ローマのアラパシス博物館で開催された「ヴァレンティーノアローマ」展にバレンティーノのウェディングドレスが展示されました。

Valentinoブランドは、Valentino Sp全体の中核ブランド。女性用と男性用の両方のハイファッションコレクションが含まれている。プレタポルテに関する限りでは市場最高層の一部であることを考慮し選択顧客向けの製品であるか、ローマアトリエのテーラーによって調整されたユニークなアイテムとなっている。Valentinoブランドには、次のようなライセンスの下で製造および販売されているウェディングドレス、サングラス、時計、香水のコレクションも含まれている。
- バレンティーノクラシックフォーウィメン（1978年）
- 女性のためのVendetta By Valentino（1991年）
- 女性のためのヴァレンティーノ（1998年）
- 男性のための非常にバレンチノ（1999年）
- 女性向けヴァレンティノゴールド（2002年）
- V for women（2005年）
- Valentino V Absolu for women（2006年）
- Valentino V Ete By Valentino女性向け（2006年）
- 女性のためのロックンローズ（2006年）
- V pour Homme for men（2006年）
- 女性のためのロックン・ローズ・クチュール（2007年）

### ヴァレンティノローマ
ヴァレンティノローマは、服既製服で増加した分布‘を通じてバレンチノのブランドよりもユーザーの広いプールを目的とした女性をターゲットにした専用のブランド。通常のブティックより若干低い価格設定。文体レベルでもValentino Romaラインはファッションの変化により影響を受けやすく、コアブランドほど目立たない。

### ヴァレンティノ・ガラヴァーニ
Valentino Garavaniは、ファッションアクセサリー製造を専門とするファッションハウスのブランド。Valentino Garavaniを通じて、女性用と男性用のバッグ、靴、革製品、ベルト、その他のアクセサリーが配布され、これらはValentino Roma衣類の同じセグメントにある製品となっている。

### REDValentino
REDValentinoブランドは、最年少の顧客に捧げるメゾンのブランドとして誕生した。

## 展開

### ブティック

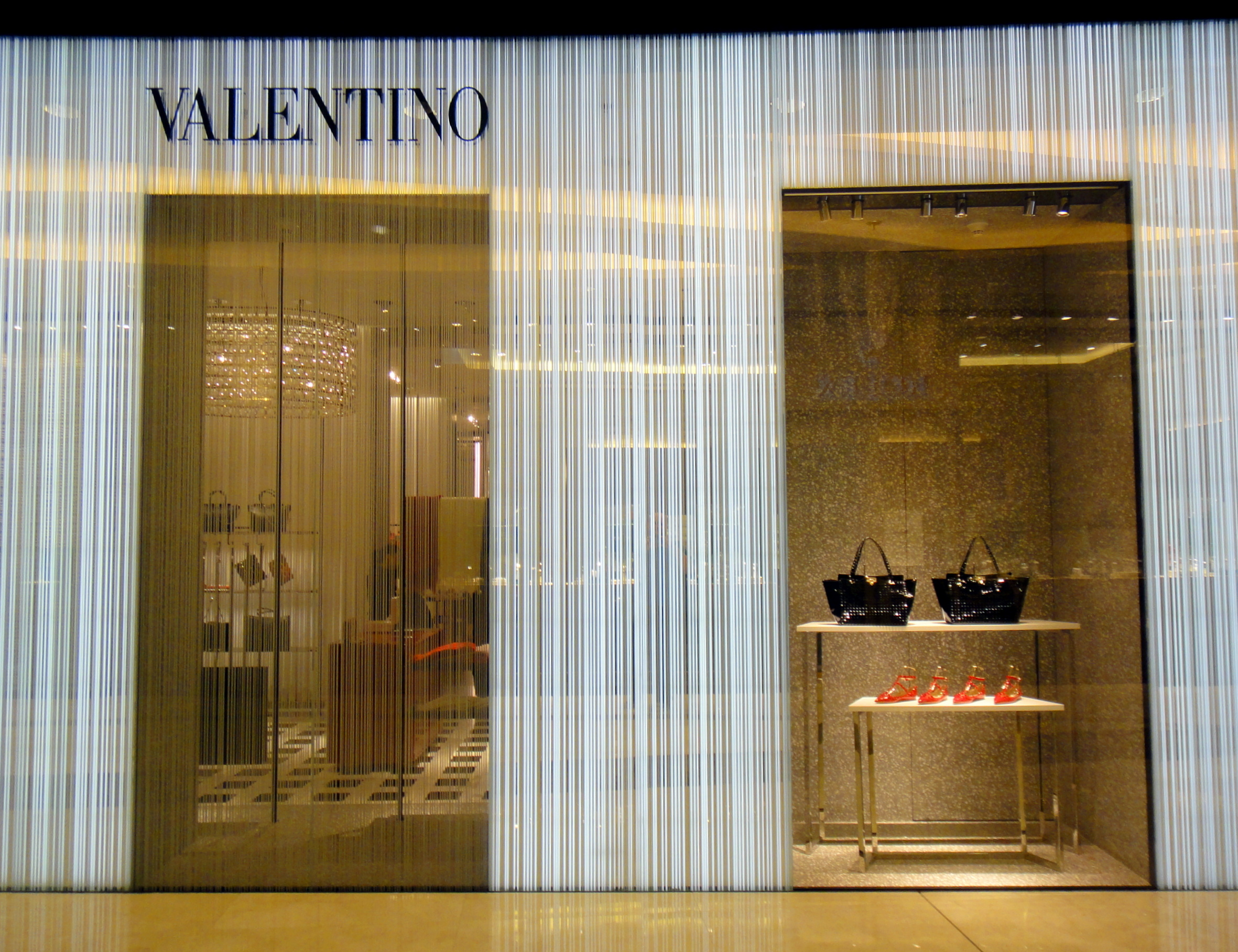
香港のブティック

バレンティーノSp A.は、175のシングルブランドブティックを含む、約1500の店舗を持つ広範な店舗ネットワークを通じて、世界100か国以上で販売されている。

## 表敬

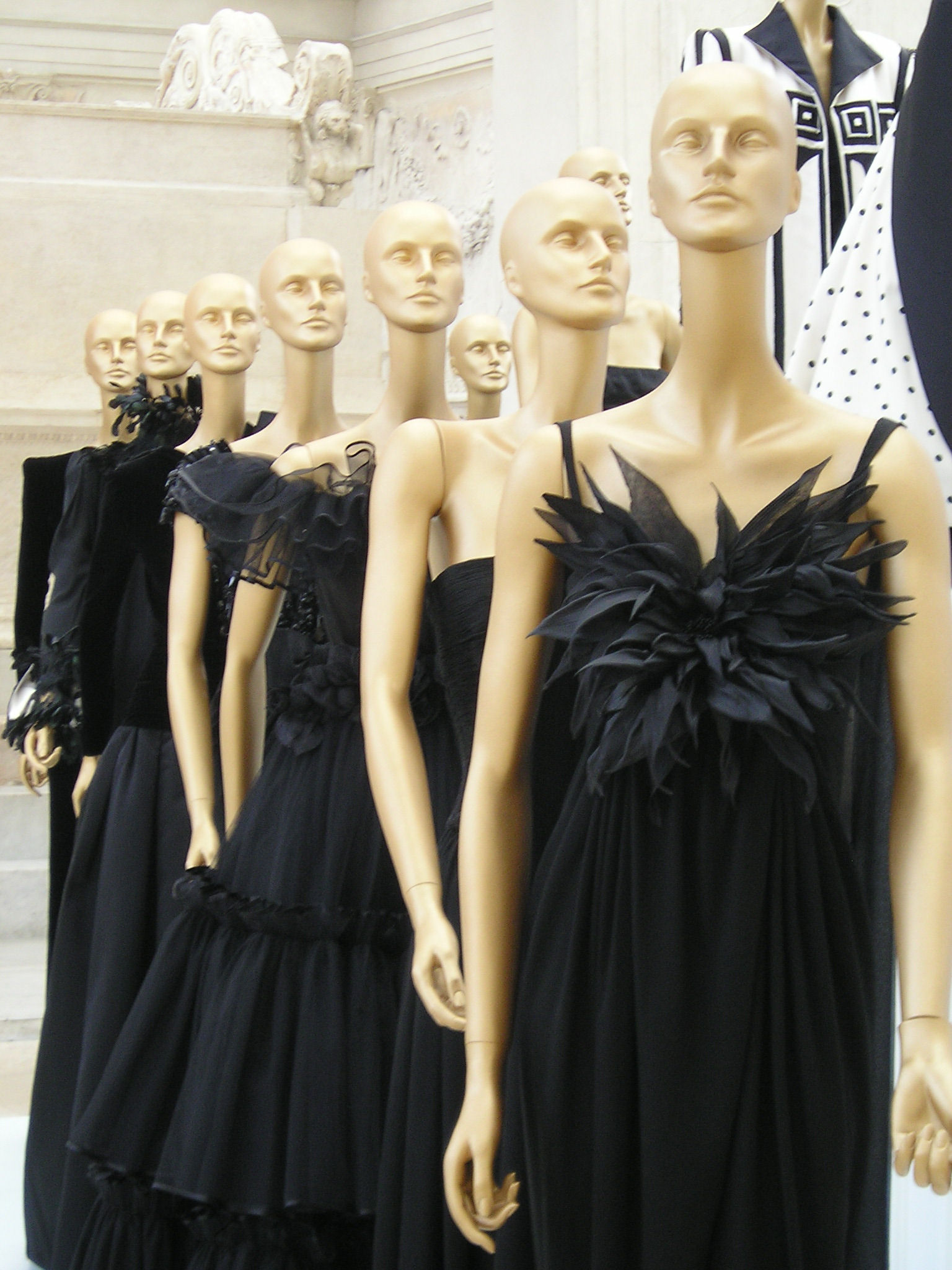
バレンティーノのドレス。

バレンティーノは長年にわたり、エンターテイメントの世界から政治に至るまで、さまざまな有名人に選ばれてきた。Missnedのシェイク、モザ・ビント・ナセルは、ヴァレンティノの服を愛用していることを宣言しており、ジャクリーン・ケネディ・オナシスは、ヴァレンティノが特別にデザインしたドレスを着てアリストテレス・オナシスと結婚した。メリル・ストリープは『プラダを着た悪魔』の初演中（同じ映画で、ヴァレンティノ・ガラヴァーニデザイナーがカメオ出演）またはベネチア映画祭で何度かヴァレンティノのドレスを着ていた。2006年のサンレモ音楽祭ステージ上でイラリー・ブラシはバレンチノデザインの服を着ていた。ミッチェル・ハンジカーも推薦で2007年のサンレモ祭でプライムタイム中ブランドを愛用。プレゼンターだったシモーナ・ヴェントゥーラ用にリアリティ番組L'isola dei famosiですべてを作り、REDValentinoなど毎週ファッションハウスとは別のドレスを披露していた。
なお限定版のバービー、2001年のオスカー賞でジュリア・ロバーツが着用していたバレンティーノのドレスは慈善目的で作られた。

## デザイナー
- ヴァレンティノ・ガラヴァーニ（1959年 - 2007年）
- アレッサンドラ・ファチネッティ（2007年 - 2008年）
- マリア・グラツィア・キウリ＆ピエルパオロ・ピッチョリ（2008年 - 2016年）
- Pierpaolo Piccioli（2008年 - 現在）